# Edelsheim-Gyulai Lipót (1863–1928)
Marosnémethi és nádaskai gróf Edelsheim-Gyulai Lipót József (Salzburg, 1863. november 1. – Budapest, Józsefváros, 1928. augusztus 1.) jogász, gyermekvédő, festő, nagybirtokos.

## Élete
Edelsheim-Gyulai Lipót (I.) és Friderika Kronau egyetlen gyermeke. Jogi tanulmányait a budapesti egyetemen végezte, majd doktorrá avatták. Munkásságát a közéletben karitativ irányban fejtette ki, fiatal korától kezdve emberbaráti mozgalmakban tevékenykedett. Tanulmányozta a külföldi emberbaráti intézményeket; s az Országos Gyermekvédő Egyesület elnöke lett. 1884-ben többek között ő alapította a Budapesti Szünidei Gyermektelep Egyesületet, majd alelnökségét is elvállalta. Szintén egyik alapítója a Fehér Kereszt Országos Lelencház Egyesület-nek, majd szintén alelnöke is. Talán legnagyobb alkotása azonban az Országos Gyermekvégő Liga, melyet 1906-ban alapított. Ezt az intézményt az állami intézmények szerves részévé emelte. Ezt követően a belügyminiszter a hazai társadalmi gyermekvédelmi intézmények élethossziglan főfelügyelőjévé és a Gyermekvédő Országos Bizottság elnökévé, az igazságügyminiszter pedig a pestvidéki törvényszék területén szervezett fiatalkorú bűnösök felügyelő bizottságának elnökévé nevezte ki. Az első világháború idején a Vöröskereszt Egyesület egyik vezetője volt.
Gyermek- és ifjúságvédelmi tevékenységei mellett a festészetet is művelte, méghozzá nem is akármilyen szinten, hanem tanult festőként. Ilyen témájú tanulámyait Párizsban végezte. Főként pasztellképeket festett, s műveit a Műcsarnokban állította ki 1905-től kezdődően. A Művészházban kollektív kiállítást rendezett, s emellett három éven keresztül alelnöke is volt a Nemzeti Szalonnak. Legjelentősebb művei a spitzbergai jeges tengerről festett képei és vázlatai.
1882-ben előbb bárói, majd 1906-ban grófi rangra emelkedett. 1918-ig a főrendi ház tagja, az örökös jogú főrendiházi családok képviselői 1927-ben felsőházi taggá választották.
1894-ben a Nyitra vármegyei Felsőelefánton egy régi épületet kastéllyá alakíttatott át családjának lakóhelyül.

## Családja
1886. szeptember 11-én feleségül vette szerémi herceg Odescalchi Irma Paulina Anna Ilonát (1863–1924). Három gyermekük született:
- Lipót Ferenc György Gyula (1888–1981), 1. felesége: verőczei gróf Pejacsevich Gabriella (1894–1977), 2. felesége: Ella Rothkugel von Rollershausen (1899–?)
- Paula Ilona (1893–1935), férje: széki gróf Teleki Sándor (1885–1950)
- Ilona Karolina (1896–1935), férje: nagyalásonyi Barcza Károly (1894–1963)